# Сълза Петканова
Сълза Константинова Петканова е българска писателка.

## Биография
Родена е през 1921 година в София, в семейството на писателя Константин Петканов и съпругата му Станислава. Майка й умира млада, а втората жена на баща й е поетесата, драматург и сценарист Магда Петканова. Преподава в Библиотекарския институт. В периода 1954 – 1976 г. е научен сътрудник в библиотеката на Софийския университет. От 1959 до 1963 г. е член на Международната федерация на библиотечните сдружения. Умира през 1997 г. в София.
Личният ѝ архив се съхранява във фонд 1696К в Централен държавен архив. Той се състои от 27 архивни единици от периода 1923 – 1963 г.